# Karol Olejnik
Karol Olejnik (ur. 29 kwietnia 1938 w Pabianicach) – polski historyk, specjalizujący się w historii wojskowości, nauczyciel akademicki, profesor nauk humanistycznych, związany z Instytutem Historii Uniwersytetu im. Adama Mickiewicza od 1965 roku. W latach 1984–1985 i 1990–1996 był dziekanem Wydziału Historycznego UAM. Od 1993 także profesor zwyczajny Uniwersytetu Szczecińskiego. W latach 2008–2012 pełnił funkcję rektora Wyższej Szkoły Nauk Humanistycznych i Dziennikarstwa w Poznaniu. Emerytowany profesor Uniwersytetu im. Adama Mickiewicza w Poznaniu.

## Życiorys
Urodził się w rodzinie Józefa i Anny z domu Banat. Ma dwie siostry – Teresę i Marię. W roku 1956 zdał egzamin maturalny i ukończył II Liceum Ogólnokształcące im. Królowej Jadwigi w Pabianicach. W 1965 ukończył studia historyczne na Uniwersytecie im. Adama Mickiewicza w Poznaniu. W tym samym roku rozpoczął pracę na macierzystej uczelni, pracował w Katedrze Historii Polski Feudalnej do XVIII wieku i w Zakładzie Historii Wojskowej. W roku 1969 obronił pracę doktorską pt.: Obrona polskiej granicy zachodniej w okresie rozbicia dzielnicowego i monarchii stanowej pod kierunkiem doc. dr hab. Benona Miśkiewicza. W 1975 uzyskał stopień doktora habilitowanego na podstawie pracy pt.: Rozwój polskiej myśli wojskowej od schyłku XV do końca XVIII w.. W roku 1988 otrzymał tytuł profesora. W okresie tym prowadził zajęcia w pełnym wymiarze, zgodnie z wymogiem przypisanym zajmowanemu stanowisku (początkowo ćwiczenia, po doktoracie – proseminaria, po habilitacji – proseminarium i seminarium magisterskie oraz wykłady kursowe i monograficzne). Po uzyskaniu habilitacji wypromował ponad 200 magistrów na studiach stacjonarnych i zaocznych.
Tematyka prowadzonych wykładów i seminariów dotyczyła zagadnień z zakresu: stosunków międzynarodowych, historii wojskowości, metodologii badań, wstępu do badań, obronności państwa w okresie od X do XX stulecia. Od roku 1975 prowadził seminarium doktorskie. Do chwili obecnej wypromował 28 doktorów nauk humanistycznych w zakresie historii i stosunków międzynarodowych na Uniwersytecie im Adama Mickiewicza i na Uniwersytecie Szczecińskim. Seminarzystami profesora byli m.in.: prof. dr hab. Grzegorz Błaszczyk, prof. dr hab. Maciej Franz.
W latach 1975–1978 był wicedyrektorem Instytutu Historii UAM ds. dydaktycznych. Trzykrotnie pełnił funkcje dziekana Wydziału Historycznego UAM i prodziekana. W październiku 1985 roku został odwołany z funkcji dziekana wraz z całym kierownictwem UAM. Wybrany ponownie w roku 1990 pełnił funkcję dziekana do roku 1996. W latach 1996–2002 był członkiem Senatu UAM. Przewodniczył komisji ds. powołania Wydziału Teologicznego na UAM, co było realizacją uchwały powołującej Uniwersytet Poznański w roku 1919.
W latach 1975–1980 był docentem w Wyższej Oficerskiej Szkole Wojsk Pancernych im. Stefana Czarnieckiego w Poznaniu. Prowadził zajęcia z historii Polski i historii wojskowości.
W latach 1985–2008 był zatrudniony na Uniwersytecie Szczecińskim w Instytucie Historii i Stosunków Międzynarodowych, jednocześnie pracował na UAM.
W latach 1986–1990 był członkiem Rady Naukowej Wojskowego Instytutu Historycznego w Warszawie.
W latach 1990–1992 był członkiem komisji powołanej przez ministra Obrony Narodowej ds. opracowania Kodeksu Honorowego oficerów Wojska Polskiego.
W latach 1995–2014 przewodniczył Komisji Historii Wojskowości Instytutu Historii Polskiej Akademii Nauk. W tym samym okresie (do roku 2015) był członkiem Rady Naukowej przy Muzeum Wojska Polskiego w Warszawie, a także członkiem Rady Naukowej w Muzeum Wojska w Białymstoku.
W latach 2008–2012 pełnił funkcję rektora w Wyższej Szkole Nauk Humanistycznych i Dziennikarstwa w Poznaniu.
Recenzent ponad 40 doktoratów i habilitacji. W zdecydowanej większości doktorantami byli oficerowie Wojska Polskiego. Opiniodawca 16 wniosków dotyczących uzyskania tytułu naukowego profesora.

## Działalność naukowa
Badania naukowe skupiały się na kilku płaszczyznach. Przede wszystkim była to szeroko rozumiana historia wojskowości. Na pierwszy plan wysuwały się rozprawy o charakterze biograficznym, trzy monografie książkowe, jak też szereg artykułów w specjalistycznych czasopismach historycznych. W tym samym nurcie biografistyki opublikował monografię pt.: Działalność militarna Polski w czasach Kazimierza Wielkiego (Poznań 1966), postać monarchy została omówiona w szerokim kontekście polityczno-militarnym. Pierwsza monografia dotyczyła działalności militarnej Kazimierza Wielkiego (Warszawa 1975), kolejna to publikacja pt.: Władysław III Warneńczyk (1424-1444), (Kraków 2007). Natomiast trzecia – to wydana dwukrotnie obszerna monografia pt.: Stefan Batory (Warszawa 1988, 2013). Również bliski biografistyce pozostał obszerny artykuł będący częścią zbiorowego wydawnictwa poświęconego Janowi Tarnowskiemu – teoretykowi, praktykowi pola walki, pt.: Jan Tarnowski – hetman (Tarnów 1999).
Drugim nurtem badań historyka były studia dotyczące historycznych powiązań Ziem Zachodnich (Ziem Odzyskanych) z Polską w aspekcie militarnym. Badania, charakterystyczne dla całego środowiska historycznego Poznania, prowadzone były w ścisłej współpracy UAM i Instytutu Zachodniego. W wydawnictwie IZ ukazała się pierwsza monografia pt.: Obrona polskiej granicy zachodniej - okres rozbicia dzielnicowego i monarchii stanowej (1138 – 1385), (Poznań 1970). Kolejna publikacja pt.: Obrona polskiej granicy zachodniej od końca XIV do schyłku XVIII wieku (Poznań 1985) ukazała się nakładem Wydawnictwa UAM. Poza wymienionymi pozycjami w tym samym nurcie pozostawały i inne monografie autorstwa profesora takie jak: System obrony Pomorza Zachodniego do połowy XVII wieku (w: Z dziejów wojennych Pomorza Zachodniego, Poznań 1972); Polskie tradycje wojskowe Środkowego Nadodrza do połowy XVII wieku (Zielona Góra 1986); Cedynia, Niemcza, Głogów, Krzyszków (Kraków 1988); Głogów 1109 (Warszawa 1999). Ponadto wspomnieć należy o obszernych artykułach stanowiących części opracowań syntetycznych poświęconych problematyce militarnej zachodnich połaci Polski na przestrzeni stuleci. Tutaj wykazać należy takie opracowania jak: Polityczne i militarne problemy zachodniopomorskie do XIII w. (w: Pomorze Zachodnie w tysiącleciu, Szczecin 2000); Działania militarne w Wielkopolsce i na Ziemi Lubuskiej (Warszawa 2002); Działania wojenne na ziemi krakowskiej i na Śląsku od X do XVI wieku (w: Działania militarne w Polsce Południowo-Zachodniej, Warszawa 2002) czy wreszcie Walki Bolesława Krzywoustego o Pomorze Zachodnie (w: Żołnierz Polski na Pomorzu Zachodnim X - XX w., Szczecin 2001).
Z zakresu badań historyczno-wojskowych w Polsce napisał monografię pt.: Rozwój polskiej myśli wojskowej do końca XVII wieku (Poznań 1976). Książka ta stała się zalążkiem dalszych studiów w tym zakresie, które owocowały szeregiem artykułów (głównie na łamach periodyków). Dotyczyły one takich zagadnień jak: uwarunkowania ustrojowe rozwoju wojskowości staropolskiej, stosunek społeczności szlacheckiej do kwestii obrony ojczyzny i szereg innych. Blisko tych zagadnień pozostawały także zainteresowania historiograficzne, czego wyrazem może być monografia pt.: Wojna jako przedmiot badań historycznych (Toruń 2006) oraz artykuły (m.in. na łamach Przeglądu Historyczno-Wojskowego) i szereg wystąpień konferencyjnych. Swoistym dopełnieniem szerokich zainteresowań badacza w przedmiocie historii wojskowości były dwa opracowania syntetyczne: Historia Wojska Polskiego (Poznań 2000) oraz Dzieje oręża polskiego (Toruń 2004).
W dorobku historyka znalazły się monografie miast i regionów: Z wojennej przeszłości Poznania, Od X do schyłku XVIII wieku (Poznań 1982); Dzieje Czarnkowa na przestrzeni wieków (Czarnków 1994); Dzieje miasta Sulmierzyce, (Sulmierzyce 2001), Grody i zamki w Wielkopolsce (Poznań 1993). W polu zainteresowań badacza znalazły się też kwestie dotyczące przestrzeni, w której rozwijały się działania wojenne polskich sił zbrojnych. Pokłosiem tych dociekań było obszerne studium napisane z Stanisławem Alexandrowiczem z Uniwersytetu Mikołaja Kopernika w Toruniu, pt. Charakterystyka polskiego teatru działań wojennych (w: Studia i Materiały do Historii Wojskowości, t. XXVI, 1983), a także szereg artykułów dotyczących tej kwestii.
Napisał opracowania syntetyczne: Historia Polski do roku 1386, (Poznań 1996) i Historia Polski od roku 1386 do 1795, (Poznań 1997), które to tomy stanowiły część dziesięciotomowego wydawnictwa obejmującego całość dziejów Polski. Dopełnienie dotychczasowego dorobku profesora stał się podręcznik akademicki: Polska w okresie międzywojennym (1918-1939), wyd. UAM (Poznań 2019).
W okresie od zakończenia studiów do uzyskania tytułu naukowego profesora opublikował ponad 80 artykułów naukowych i 8 samodzielnych monografii z zakresu problematyki wojskowości, szeroko rozumianej obronności i stosunków międzynarodowych.
Był aktywnym uczestnikiem wielu konferencji naukowych poświęconych szeroko rozumianej historii wojskowości. Poczynając od cyklicznych spotkań środowiskowych, tzw. Forum Historyków Wojskowości (dotychczas odbyło się XIV takich zjazdów), poprzez okazjonalne konferencje organizowane przez poszczególne uniwersytety, a kończąc na kolejnych Powszechnych Zjazdach Historyków Polskich. W większości tych spotkań uczestniczył jako autor referatów.
W ostatnim okresie został uczestnikiem cyklicznych spotkań Drogi do Niepodległej. Debaty belwederskie, organizowanych przez urząd Prezydenta RP i Instytut Pamięci Narodowej w historycznej siedzibie najwyższych władz państwowych z okazji wydarzeń związanych z odzyskaniem niepodległości w 1918 roku.

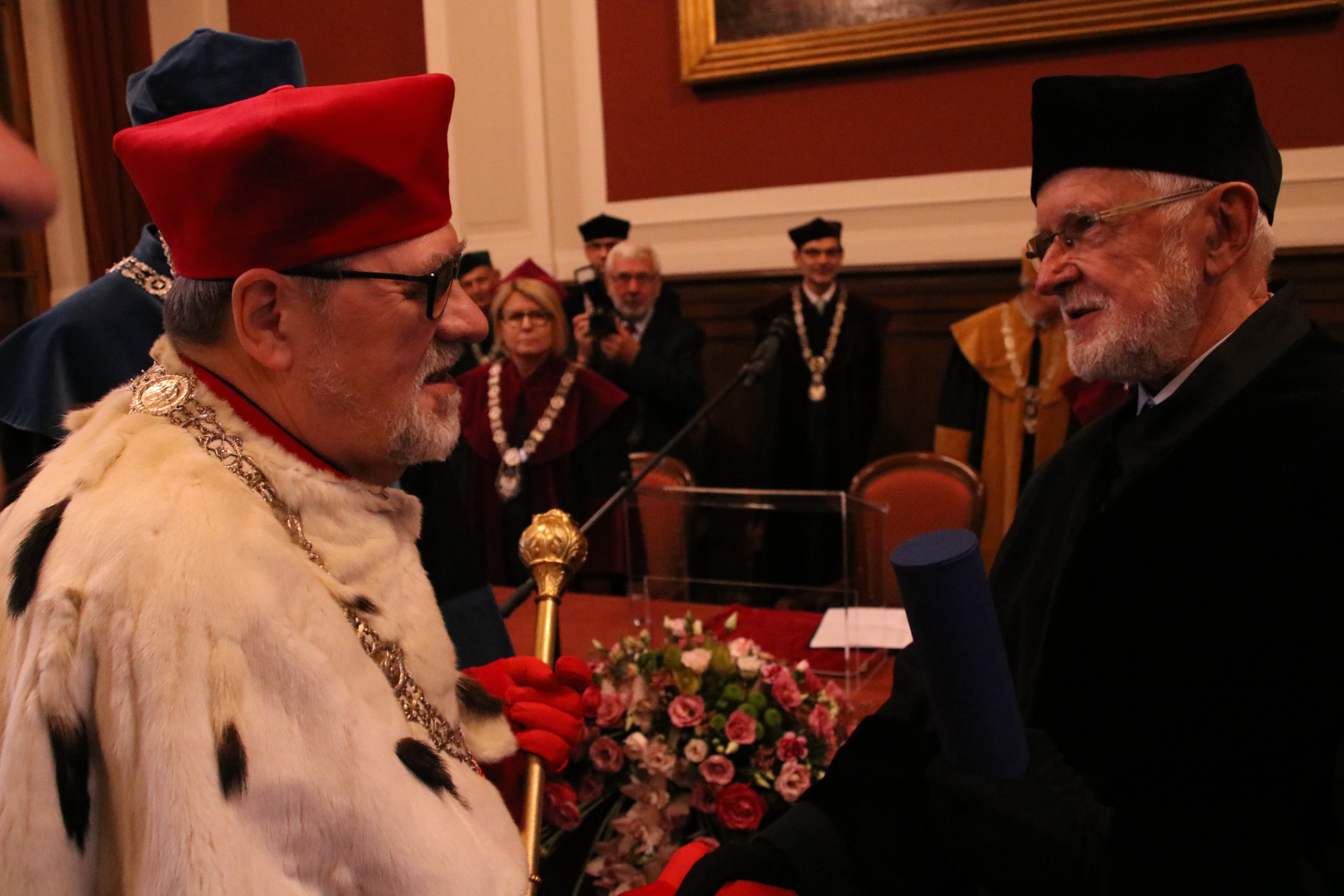
Uroczystość odnowienia doktoratu prof. Karola Olejnika (2019)

3 grudnia 2019 r. w Sali Lubrańskiego UAM w Poznaniu, w obecności JM rektora UAM prof. dr hab. Andrzeja Lesickiego, 50 lat po promocji doktorskiej miało miejsce odnowienie doktoratu prof. Karola Olejnika.

## Działalność społeczna
W latach 1970 -1988 był członkiem Polskiej Zjednoczonej Partii Robotniczej. Od roku 1965 działał w Związku Nauczycielstwa Polskiego (w latach 1972 - 1975 był skarbnikiem Rady Zakładowej ZNP na UAM). W roku 1980 został członkiem NSZZ „Solidarność” na UAM w Poznaniu. Członek Polskiego Towarzystwa Historycznego od 1965. Od 1969 roku należy do Stowarzyszenia Miłośników Dawnej Broni i Barwy. Jest członkiem Stowarzyszenia Historyków Wojskowości od 2012 roku.

## Życie prywatne
W roku 1963 zawarł związek małżeński z Jadwigą z Włodarczewskich. Ma dwóch synów – Marcina (ur. 1965) i Łukasza Karola (ur. 1975) oraz czworo wnucząt – Jeremiego, Tymoteusza, Gabrielę i Maję. Jest miłośnikiem wędrówek górskich, szczególnie po polskich Tatrach.

## Publikacje

### Książki
- Działalność militarna Polski w czasach Kazimierza Wielkiego. Poznań: Uniwersytet im. Adama Mickiewicza, 1966. Prace Wydziału Filozoficzno-Historycznego. Seria: Historia nr 24.
- Obrona polskiej granicy zachodniej – okres rozbicia dzielnicowego i monarchii stanowej (1138 – 1385). Poznań: Instytut Zachodni, 1970.
- Kazimierz Wielki (1310 – 1370). Warszawa: Wydaw. Min. Obrony Narodowej, 1975.
- Z wojennej przeszłości Poznania – od X do schyłku XVIII wieku. Poznań: Wydawnictwo Poznańskie 1982. ISBN 832100332X.
- Obrona polskiej granicy zachodniej od końca XIV do schyłku XVIII wieku. Poznań: Uniwersytet im. Adama Mickiewicza w Poznaniu 1985, Seria: Historia nr 120.
- Dzieje Narodu i Państwa Polskiego, T. 1, z. 4., Cedynia, Niemcza, Głogów, Krzyszków. Kraków: Krajowa Agencja Wydawnicza, 1988
- Stefan Batory (1533 – 1586). Warszawa: Wydaw. Min. Obrony Narodowej, 1988. ISBN 8311074259.
- Grody i zamki w Wielkopolsce. Poznań: UW. WKiS, 1992. Seria: Biblioteka „Kronika Wielkopolski”. ISBN 839003705X.
- Historia Polski: do roku 1386. T. 1, Poznań: Fenix, 1996. ISBN 8390584107.
- Historia Polski: od 1918 do 1939. T. 5, Poznań: Fenix, 1998. ISBN 8390996642.
- Historia Polski: od 1956 do 1970 roku. T. 8, Poznań: Fenix, 1998. ISBN 8390996677.
- Głogów 1109. Warszawa: Dom Wydawniczy Bellona Warszawa, 1999. Seria: Historyczne Bitwy. ISBN 8311089450.
- Historia Wojska Polskiego. Poznań: Podsiedlik-Raniowski i S-ka, 2000. ISBN 8372122202.
- Dzieje oręża polskiego. Toruń: Wyd. Adam Marszałek, 2004. ISBN 8373224009.
- Władysław III Warneńczyk (1424-1444). Kraków: Wydawnictwo Universitas, 2007. ISBN 97883-242-0848-7.
- Stefan Batory. Warszawa: Wydawnictwo Rytm, 2013. Wyd. 2. ISBN 978-83-7399-540-6.
- Polska w okresie międzywojennym (1918-1939). Poznań: Wydawnictwo Naukowe UAM, 2019. Seria: Polska – dzieje narodu, państwa i kultury. T. 4. Wyd. 1. ISBN 9788323237082.

Artykuły (wybór):
- Stan i perspektywy rozwoju badań historycznowojskowych w ośrodku poznańskim, [w:] Stan i perspektywy rozwoju historii wojskowej w Polsce. III Ogólnopolskie Forum Historyków Wojskowych, Toruń 5-6 grudnia 1996, s. 157–161. Toruń: Uniw. M. Kopernika, 1997.
- Wzajemne relacje terminów „myśl wojskowa” – „historiografia wojskowa”, „Studia z dziejów polskiej historiografii wojskowej” T. 2, s. 15–20. Seria: Publikacje Instytutu Historii UAM, nr 20.
- Jan Tarnowski – hetman, [w:] Jan Tarnowski hetman wielki koronny, Tarnów: Fundacja im. Hetmana Jana Tarnowskiego; Wydawnictwo S-CAN, 1999, s. 19–45. ISBN 8390619075
- Polityczne i militarne problemy polsko – zachodniopomorskie do XIII wieku, [w:] Pomorze Zachodnie w tysiącleciu, pod red. Pawła Bartnika, Kazimierza Kozłowskiego. Szczecin: Wydawnictwo Archiwum Państwowego „Dokument”, 2000. ISBN 8386992751.
- Wyprawy krzyżowe w średniowiecznych źródłach polskich, [w:] Rycerstwo Europy Środkowo-Wschodniej wobec idei krucjat, Zielona Góra: Wydaw. UZ, 2002, s. 7–27. ISBN 8389048248.
- Zamek w strukturach politycznych i militarnych państwa szlacheckiego, [w:] Zamki i przestrzeń społeczna w Europie Środkowo-Wschodniej, pod red. Marcelego Antoniewicza. Warszawa: „DiG” 2002, s. 216–229. ISBN 8371812493
- Stan badań nad polską historiografią wojskową do końca XV wieku, „Przegląd Historyczno-Wojskowy”, nr 2 (197), Warszawa 2003, s. 7–19.

Redakcje:
- Pax et bellum, Poznań: Wydaw. Naukowe UAM, 1993. Seria Historia. Uniwersytet im. Adama Mickiewicza w Poznaniu, nr 175. ISBN 8323204624.
- Sulmierzyce: dzieje miasta. Sulmierzyce: Urząd Miejski, 2000 ISBN 8391286207.

Współautorstwo:
- S. Kowal, K. Olejnik, M. Rutkowska. Dzieje Czarnkowa na przestrzeni wieków. Czarnków: Nadnoteckie Echa, 1994. ISBN 8390124319.

## Odznaczenia i medale
Za dotychczasową działalność naukową i organizacyjną, zarówno na macierzystej uczelni jak też w instytucjach naukowych, cywilnych i wojskowych został odznaczony:
- Brązowym Medalem „Za Zasługi dla Obronności Kraju” (1970)
- Srebrnym Medalem „Za Zasługi dla Obronności Kraju” (1976)
- Srebrnym Krzyżem Zasługi (1975)
- Złotym Krzyżem Zasługi (1986)
- Medalem Labor Omnia Vincit Towarzystwa im. Hipolita Cegielskiego w Poznaniu (2011)[12]

## Literatura
- Kronika Uniwersytetu im. Adama Mickiewicza za lata 1972–1975. Za rektoratu prof. Benona Miśkiewicza. Poznań 1976, s. 117, 313.
- Zbigniew Pilarczyk. Karol Olejnik – badacz dziejów militarnych Rzeczypospolitej, „Studia z dziejów polskiej historiografii wojskowej”, vol. 14 (2013), s.17-34.
- Od najazdów pogańskich dotąd są państwa Waszej Królewskiej Mości spokojne...: studia ofiarowane w siedemdziesiątą rocznicę urodzin profesorowi Karolowi Olejnikowi, pod red. Zbigniewa Pilarczyka i Macieja Franza. Toruń: Wydawnictwo Adam Marszałek. 2008. Bibliografia prac K. Olejnika, s. 23-28. ISBN 978837441959